# Dolno Rjachovo
Dolno Rjachovo (bulgariska: Долно Ряхово) är ett distrikt i Bulgarien.   Det ligger i kommunen Obsjtina Glavinitsa och regionen Silistra, i den nordöstra delen av landet, 300 km nordost om huvudstaden Sofia.
Trakten runt Dolno Rjachovo består till största delen av jordbruksmark. Runt Dolno Rjachovo är det ganska glesbefolkat, med 28 invånare per kvadratkilometer.